# Улица Халтурина (Ялта)
Улица Халтурина — улица в Ялте. Начинается от улицы Кирова и заканчивается выходом к Южнобережному шоссе, извилисто и довольно круто поднимаясь к Ялтинской яйле, район многочисленных санаториев. Длина улицы составляет около 2 километров.

## История
Проложена по территории Нижней Аутки. Первоначальное название — Барятинская (короткий начальный участок), Каменоломная
Современное название в честь русского революционера Степана Халтурина (1856—1882).
В начале XX века в районе улицы А. П. Чеховым был основан пансионат «Яузлар» для «недостаточных приезжих». Средства на его строительство были собраны как добровольные пожертвования по всей России. Закон «О санаторной и горной охране лечебных местностей» был утвержден российским императором 24 апреля 1914 года.

## Достопримечательности
д. 6 — «дом с чайкой»
д. 32, корпус № 3, литер «В» — дача Нечаевых (архитектор О. Э. Вегенер)  Объект культурного наследия народов РФ регионального значения. Рег. № 911711012460005 (ЕГРОКН)

## Известные жители
- Галимджан Ибрагимов, писатель.[9]